# Peter Galton
Peter Malcolm Galton (nascido em 1942) é um paleontólogo britânico.
Trabalhando na América, até agora escreveu ou co-escreveu cerca de uma centena de artigos em revistas científicas e capítulos de livros de paleontologia, especialmente sobre dinossauros ornitísquios e saurópodes.
Em conjunto com Robert Bakker, em um artigo publicado no jornal Nature em 1974, constituem um grupo natural monofilético, em contraste com a visão predominante até o momento, que os considerava polifiléticos
Assim, Galton iniciou uma revolução nos estudos sobre dinossauros e contribuiu para o renascimento da popularidade dos dinossauros no campo da paleontologia.